# Melka Kunture
Melka Kunture (መልካ ቁንጥሬ) es un yacimiento arqueológico situado en Etiopía con vestigios de las primeras culturas humanas (olduvayense y achelense), pasando por períodos más recientes como la Edad de Piedra Media africana (Middle Stone Age) y la Edad de Piedra Tardía africana (Late Stone Age), con dataciones que van desde los 2.000.000 a los 12.000 años de antigüedad. Se encuentra en una meseta a 2.000 metros sobre el nivel del mar, en el valle superior del río Awash, a unos 50 km al sur de Adís Abeba. Ocupa un área de 80 km² y contiene 70 enclaves de interés en los cuales se han desarrollado una veintena de excavaciones desde la década de 1960.
Estas excavaciones arrojaron un número importante de herramientas de piedra así como restos óseos que fueron atribuidos a ancestros humanos como el Homo erectus, Homo heidelbergensis y Homo sapiens arcaico. Destacan el hallazgo de  una mandíbula de niño Homo erectus de 3 años de edad; la existencia de huellas de animales prehistóricos así como la conservación de las pisadas de un niño humano de 1.000.000 de años de antigüedad.
Debido a su importancia para el estudio de la evolución humana y la singularidad de los hallazgos localizados, Melka Kunture fue incluido en las candidaturas de la UNESCO, y en 2021 el gobierno etíope ha presentado su candidatura final para la declaración como Patrimonio Mundial.

## Ecosistema

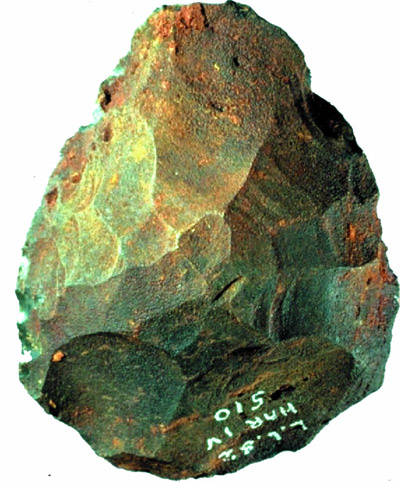
Biface de obsidiana descubierta cerca del Lago Langano, Etiopía - Museo Melka Kunture

La cuenca del río Awash tiene una superficie de unos 3.000 km² y está delimitada por una línea de volcanes cuyas erupciones tuvieron lugar en el pleistoceno. Los principales centros volcánicos son Wachacha y Furi en el norte, Boti y Agoiabi en el sur. Su límite oriental está marcado por el graben (fosa tectónica) principal del Rift etíope que pertenece al gran sistema del Rift de África Oriental.
El área de Melka Kunture está formada por valles cuyas terrazas interiores resistieron la erosión. El espesor visible de estos depósitos es de unos 30 m, pero el espesor acumulado de los distintos niveles es de unos 100 m. Un enfoque estructural, tefro-estratigráfico y lito-estratigráfico del valle del río Awashha permitió comprobar que este espacio ha sido un foco de ocupación de homínidos desde hace unos 4 a 5 millones de años. Sus restos se han conservado gracias a que el río Awash restableció regularmente su curso después de cada episodio volcánico importante y en cada oportunidad estableció un nuevo nivel basal de erosión. El flujo de agua de este río y sus afluentes proporcionó el contexto sedimentario de materiales volcánicos reelaborados que enterraron y preservaron los sitios arqueológicos dentro de la Formación Melka Kunture.
Los estudios realizados permiten suponer que Melka Kunture tenía un clima más húmedo y frío con grandes diferencias en la vegetación y fauna respecto a las zonas más bajas de sabana, donde se encuentran la mayoría de los yacimientos de este período en los valles del Rift.
Este aparente aislamiento y la singularidad de la meseta favorecieron el desarrollo de subespecies endémicas como evidencian los restos de un tipo especial de ñu. Las excavaciones permiten apreciar una fauna diversa que acompañó a los ancestros humanos. Hipopótamos en gran número; algunos hipopótamos enanos, équidos, gacelas, búfalos, jiráfidos, suidos y bovinos se encuentran en el yacimiento. También, aunque en menor medida los estratos presentan unos pocos huesos de elefantes, rinocerontes, babuinos, hienas y felinos dientes de sable.
Por su parte, la vegetación se desarrolló bajo un clima de montaña con temperaturas elevadas durante el día. Esto habría permitido una gran diversidad de especies, diferentes a las de la sabana, lo que habría obligado a los ancestros humanos a adquirir nuevas habilidades para adaptarse a este ecosistema.
Esta importante concentración de yacimientos pleistocenos en Melka Kunture se debe a su ocupación continua, favorecida por los abundantes recursos vegetales y animales así como la  disponibilidad de agua dulce y rocas apropiadas para la elaboración de herramientas líticas, entre ellas la obsidiana.

## Historia de la investigación

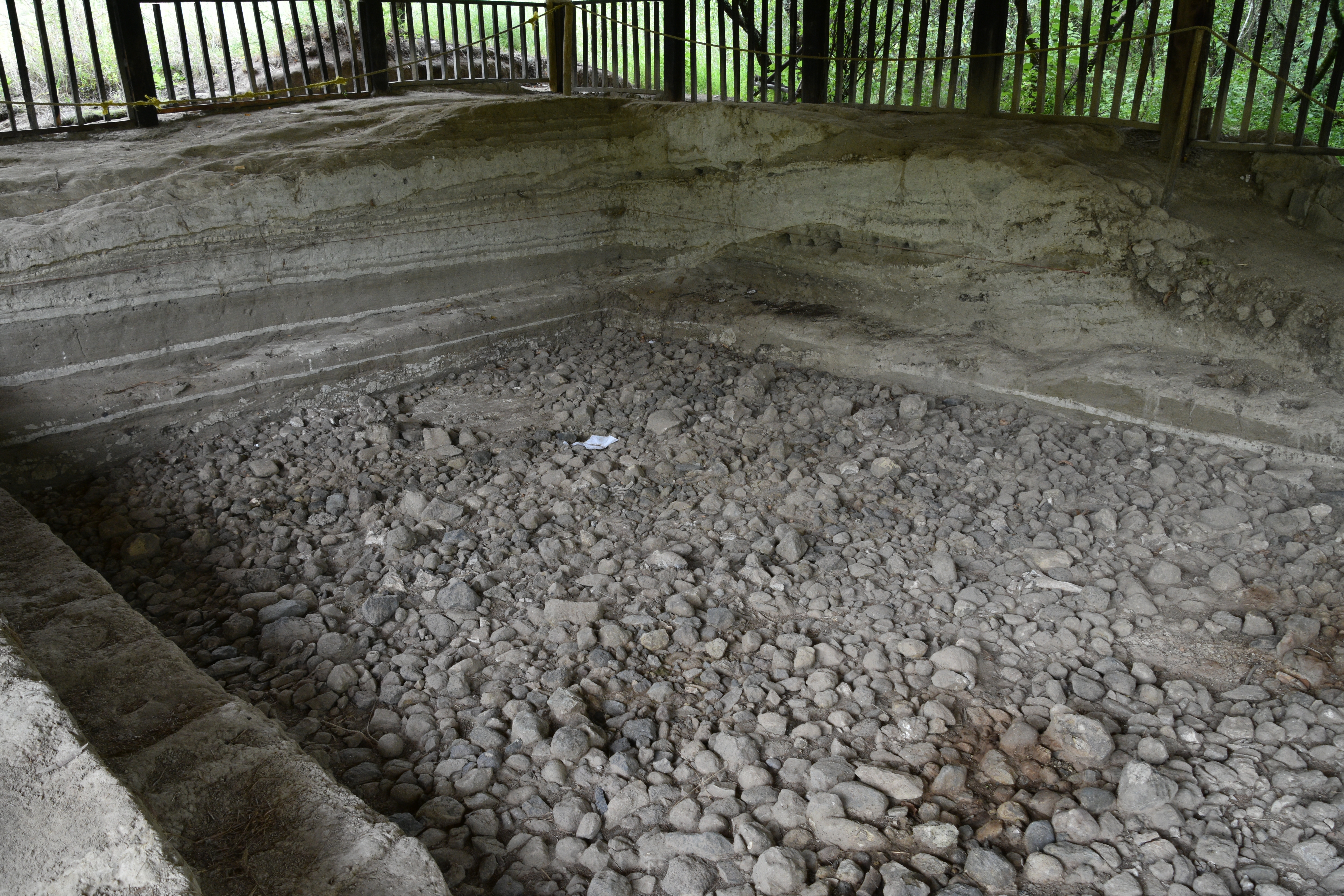
Trabajos arqueológicos en Melka Kunture.

Escápula de hipopótamo con marcas de corte hechas por herramientas líticas durante la matanza (derecha). Izquierda: marca de corte superpuesta por una marca de dientes de carnívoro, probablemente una hiena carroñera; Gombora II-2, Etiopía, Pleistoceno medio temprano.

El sitio, descubierto por Gerard Dekker en 1963, fue inspeccionado por Gérard Bailloud en 1964 y luego explorado sistemáticamente por una misión francesa dirigida por Jean Chavaillon (1965-1982 / 1993-1995). Desde 1999, una misión italiana dirigida por Marcello Piperno para el Ministerio de Relaciones Exteriores de Italia y la Universidad de Roma “La Sapienza” ha trabajado en el sitio. Desde 2019 trabaja en el yacimiento una misión ítalo-española (Universidad Complutense de Madrid y Universidad de Vigo) codirigida por Margherita Mussi, Eduardo Méndez-Quintas y Joaquín Panera. La investigación se lleva a cabo en acuerdo con la Autoridad para la Investigación y Conservación del Patrimonio Cultural del Ministerio de Cultura y Turismo de Etiopía, y con la Oficina de Cultura y Turismo de Oromia.

## Secuencias arqueológicas

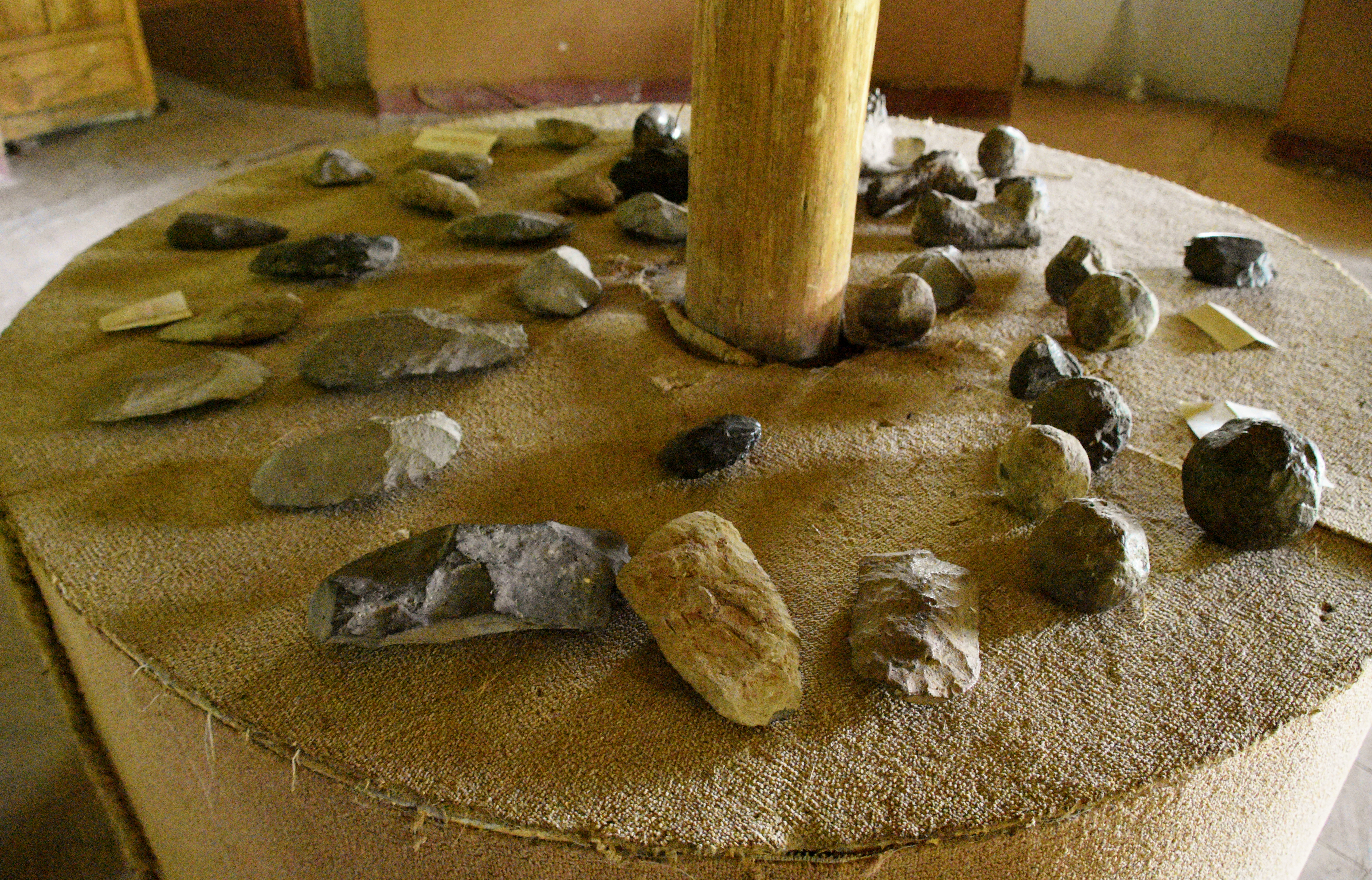
Muestra de industrias líticas en el museo de Melka Kunture

Los arqueólogos han descubierto más de 70 sitios de ocupación en Melka Kunture. Los hallazgos están fechados por deposiciones volcánicas dejadas por erupciones del monte Zuqualla , al noreste de Melka Kunture.

### Olduvayense

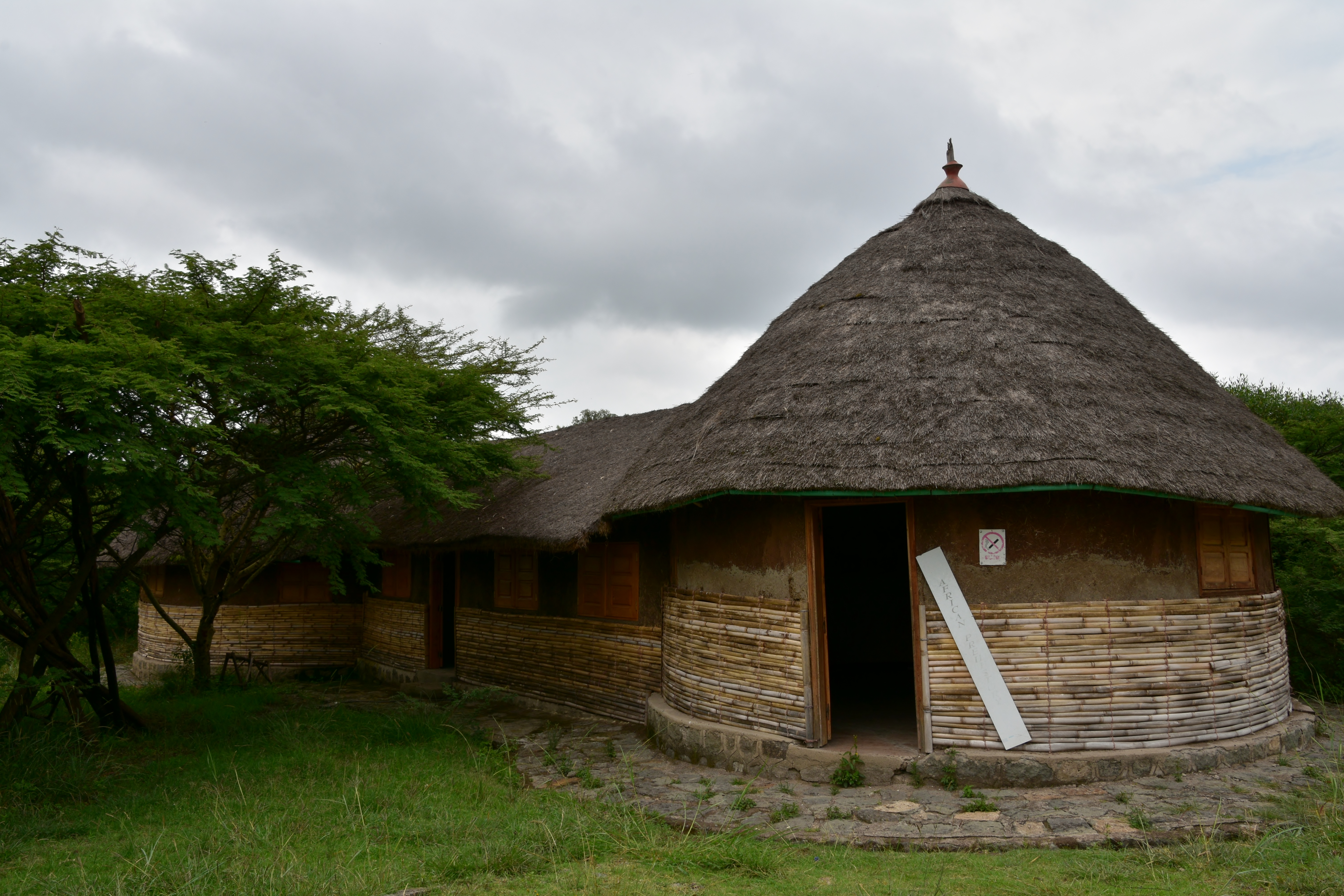
Museo de Melka Kunture

La secuencia comienza con el sitio olduvayense de Karre, de unos 1,7 millones de años, que se puede correlacionar con el nivel B de Gombore I, en la margen derecha del Awash. Un sitio olduvayense probablemente contemporáneo está documentado en Garba IV. La secuencia magneto-estratigráfica de Jaramillo se encuentra entre la toba A, que recubre los sitios olduvayenses, y la toba B, que data de hace entre 1,0 y 0,84 millones de años. Algunos sitios importantes, como Garba XII y Simbiro III, que datan de una fase de transición del olduvayense tardío al achelense temprano (Garba XII) o de una fase arcaica del achelense (Simbiro), también se encuentran dentro de este lapso cronológico.

### Achelense

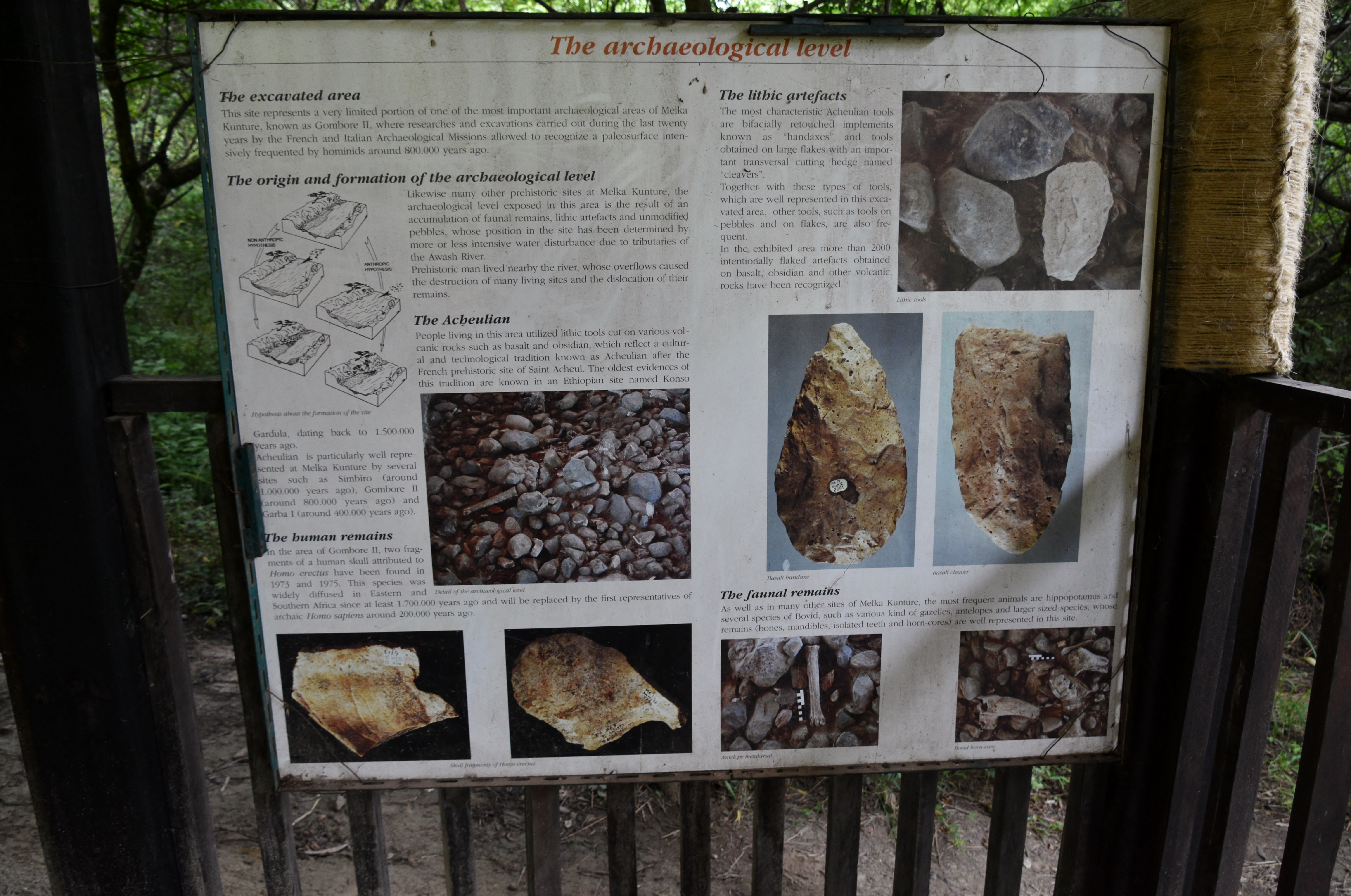
Panel informativo en las excavaciones de Melka Kunture

Una fase posterior del achelense africano está bien representada por varios sitios en el área de Gombore II (que datan de alrededor de 0,8 millones de años). El último sitio achelense es Garba I, fechado en cerca de 500.000 años, mientras que el final de esta larga secuencia está representado, en Melka Kunture, por el sitio de Garba III, fechado aproximadamente en 200.000 años, que puede considerarse como un sitio de transición hacia la Edad de Piedra Media africana. Algunos de los niveles mencionados anteriormente arrojaron restos de homínidos: un fragmento de húmero de Homo erectus en Gombore I; una hemimandíbula de un niño Homo erectus en Garba IV; dos fragmentos de cráneo de Homo erectus en Gombore II; y tres fragmentos de cráneo en Garba III pertenecientes al Homo sapiens arcaico.

### Edad de Piedra africana

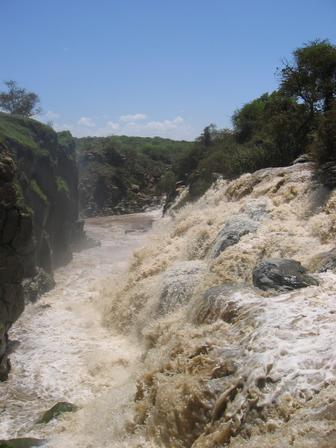
Río Awash en Etiopía

La Edad de Piedra tardía de África Oriental está mal documentada en Melka Kunture, y hasta ahora está representada por algunos hallazgos en Wofi y Kella. A poco menos de 7 km de Melka Kunture, en un sitio conocido como Balchit, se encuentran imponentes afloramientos de obsidiana. Como lo confirman análisis de muestras de varios sitios en Melka Kunture, estos afloramientos se utilizaron, desde las primeras fases olduvayenses, como una importante fuente de materia prima. La explotación de obsidiana en la región de Melka se prolongó hasta tiempos históricos, dejando numerosas y extensas acumulaciones de decenas de miles de navajas, núcleos y cicatrices de esta roca volcánica.

### Huellas de homínidos y animales
Huellas de homínidos, cuya edad oscila entre 1,2 y 0,7 millones de años, se descubrieron en los últimos años junto a Gombore II OAM y en Gombore II-2. Las pistas fueron producidas tanto por adultos como por niños. Se descubrieron huellas de animales en los mismos niveles. Habían sido realizados por mamíferos y aves, mientras que los bivalvos también dejaron sus marcas. Estos conjuntos icnológicos se encuentran entre los más antiguos registrados en el mundo.

### Investigaciones paleontológicas y paleobotánicas
Las investigaciones paleontológicas y paleobotánicas han proporcionado pruebas del medio ambiente en la meseta etíope durante el Pleistoceno inferior y medio. La vegetación no era de sabana, sino que formaba parte del complejo de pastizales y bosque afromontano, que hoy en día se desarrolla en las montañas del este de África entre 1800 y 3000 metros sobre el nivel del mar. Se produjeron oscilaciones climáticas, con cambios de temperatura y humedad, expansión de áreas boscosas y modificaciones en la población animal. En períodos más secos, los bóvidos y équidos fueron más abundantes, mientras que durante las fases más húmedas fueron parcialmente reemplazados por especies más adaptadas a las zonas boscosas. Los elefantes son casi inexistentes en toda la secuencia, mientras que los restos de hipopótamos son generalmente muy frecuentes.

## Divulgación

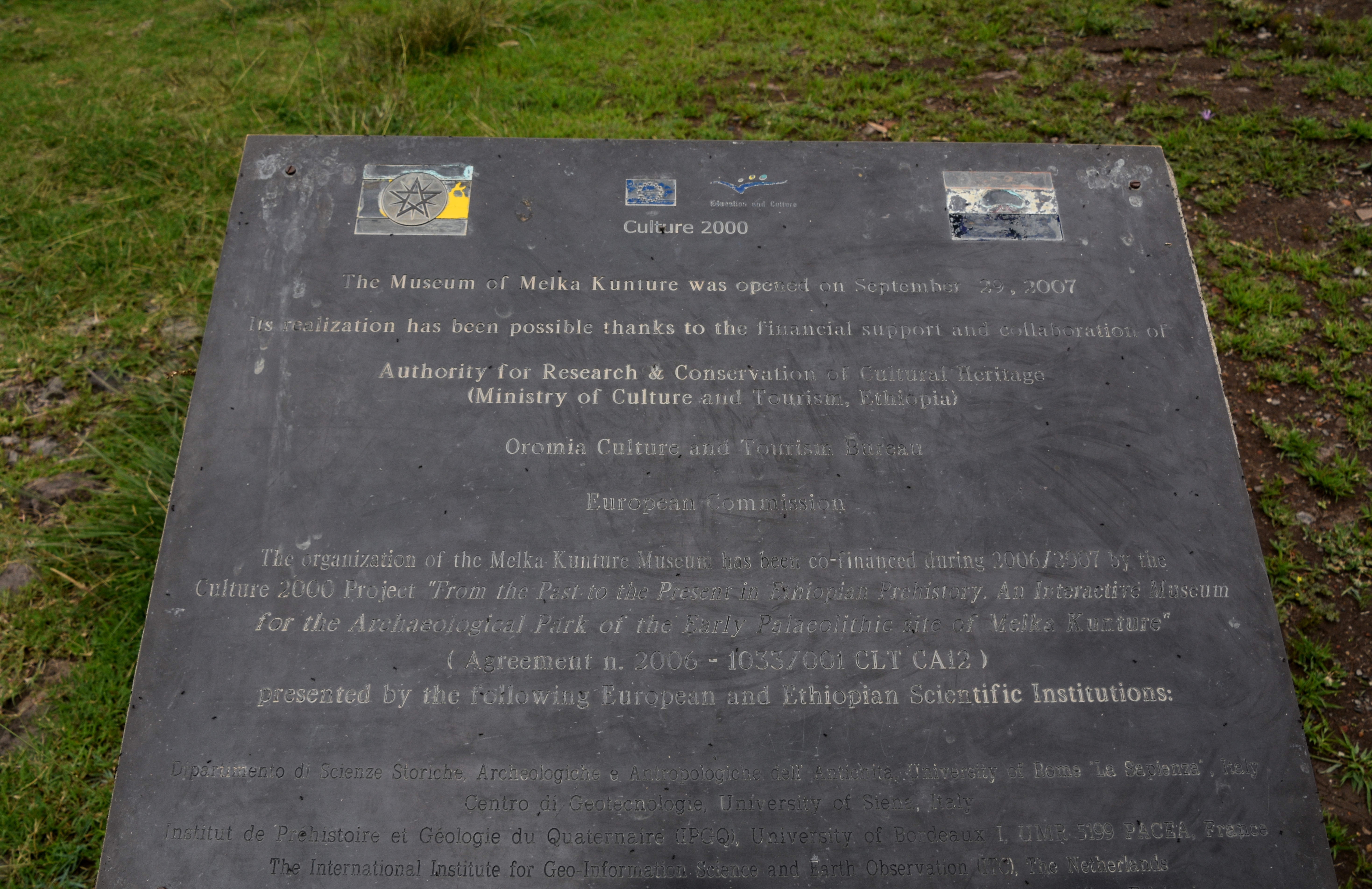
Sitio prehistórico de Melka Kunture

La Comisión de Cultura y Turismo de Oromia construyó un museo en el sitio con la asistencia financiera de la Comunidad Europea, que consta de cuatro edificios con exhibiciones: uno sobre el África prehistórica, otro sobre geología y vulcanología, un tercero sobre paleo-antropología, el cuarto sobre la prehistoria de Melka Kunture. También hay un "Museo al aire libre", que muestra la excavación de dos sitios achelenses que datan de hace 0,8 millones de años AP. [5] En 2016 comenzó la construcción de un nuevo museo, financiado por el Banco Mundial.